# Bukowa (województwo lubelskie)
Bukowa – wieś w Polsce położona w województwie lubelskim, w powiecie biłgorajskim, w gminie Biłgoraj. 
W latach 1954–1961 wieś należała i była siedzibą władz gromady Bukowa, po jej zniesieniu w gromadzie Biłgoraj. W latach 1975–1998 miejscowość administracyjnie należała do województwa zamojskiego.
Wieś jest sołectwem w gminie Biłgoraj. Według Narodowego Spisu Powszechnego z roku 2011 wieś liczyła 612 mieszkańców i była siódmą co do wielkości miejscowością gminy.
| SIMC    | Nazwa    | Rodzaj    |
| ------- | -------- | --------- |
| 0885754 | Jargieły | część wsi |
| 0885760 | Majdan   | część wsi |
| 0885777 | Mołki    | część wsi |

We wsi znajdują się liczne pomniki przyrody. 
W miejscowości znajduje się kościół, który jest siedzibą parafii pw. św. Andrzeja Boboli. W strukturze kościoła rzymskokatolickiego parafia należy do metropolii przemyskiej, diecezji zamojsko-lubaczowskiej, dekanatu Biłgoraj – Północ.